# Sean Price
Sean Price (* 17. März 1972 in Brooklyn, New York; † 8. August 2015 ebenda) war ein US-amerikanischer Rapper. Er war unter dem Stagename Ruck eine Hälfte der Rap-Crew Heltah Skeltah, zusammen mit dem Rapper Rock alias The Rockness Monstah, und Teil der Supergroups Boot Camp Clik und Random Axe. Er stand bei dem New Yorker Independent-Label Duck Down Records unter Vertrag.

## Karriere
In den 1990er Jahren trat Sean Price zusammen mit dem Fab 5 Crew zum ersten Mal öffentlich in Erscheinung. Größere Bekanntheit erreichte er jedoch erst mit dem Rapper Rock als Formation Heltah Skeltah und ihrem ersten gemeinsamen Album Nocturnal (1996), das sich 250.000 Mal verkaufte. Doch das nachfolgende Album Magnum Force (1998) floppte und um die Gruppe wurde es still. Sporadisch veröffentlichte Price einzelne neue Songs im Rahmen der Boot Camp Clikk. Die erste größere Veröffentlichung als Solo-Künstler war das Mixtape Donkey Sean Jr., das 2004 erschien und von dem er nach eigenen Aussagen weltweit 60.000 Exemplare verkauft hat. Sein erstes Solo-Album Monkey Barz veröffentlichte er im Jahr 2005. Mit diesem Album versuchte er, sich bewusst als eigenständiger Künstler zu etablieren und die kommerzielle Erfolglosigkeit zu beenden, die ihn nach eigener Aussage dazu brachte, Drogen zu verkaufen, um seine Familie zu ernähren, was er in dem Song Brokest Rapper You Know auf seinem ersten Solo-Album thematisierte. Das Album wurde sehr positiv aufgenommen und u. a. vom deutschen Hip-Hop-Magazin Juice zum Album des Monats Juli gekürt.
In der Zeit zwischen seinen beiden Solo-Alben gab er zahlreiche Konzerte und arbeitete mit vielen anderen Rap-Musikern zusammen, in Deutschland u. a. mit den Rappern D-Flame und Abroo.
Im Januar 2007 folgte das zweite Solo-Album Jesus Price Superstar und noch im selben Jahr das Mixtape Master P. Seinen langjährigen Partner Rock verlor er während der Produktion seiner Solo-Alben nie aus den Augen. Im Jahr 2005 nahmen die beiden erneut Songs zusammen auf, u. a. für die beiden Solo-Alben von Sean Price. Im Jahr 2008 veröffentlichten die beiden mit D.I.R.T. (Da Incredible Rap Team) das erste gemeinsame Heltah Skeltah Album seit 10 Jahren, in dessen Rahmen sie auch erneut gemeinsame Konzerte gaben.
Über ein Kooperations-Angebot zu Guilty Simpsons Solo-Album Ode to the Ghetto lernte Sean Price den Detroiter Rapper und den ebenfalls aus Detroit stammenden Musiker Black Milk kennen. Die Zusammenarbeit der drei funktionierte so gut, dass sie vereinbarten, ein gemeinsames Album zu veröffentlichen. 2009 veröffentlichen die drei als Random Axe einen ersten Song namens Monster Babies. Das Album verschob sich jedoch immer weiter und erschien erst drei Jahre nach der Ankündigung im Jahr 2011.
Während sich das Album der Supergroup verschob, arbeitete Sean Price weiterhin an seinen Solo-Projekten. So veröffentlichte er 2009 das Mixtape Kimbo Price, das als Auftakt für sein drittes Studioalbum Mic Tyson dienen sollte. Ursprünglich für das Jahr 2009 angekündigt, verschob sich auch die Veröffentlichung dieses Albums immer wieder und es wurde letztlich im Oktober 2012 veröffentlicht.
Ende 2013 veröffentlichte Sean Price mit dem australischen Produzenten M Phazes die EP Land of The Crooks. Diese beinhaltet fünf Titel mit Features von Billy Danze (M.O.P.), Maffew Ragazino, DJ Babu, Roc Marciano, DJ Devastate und Guilty Simpson.
Am 8. August 2015 wurde Price leblos in seiner Wohnung in Brooklyn aufgefunden, die Todesursache ist noch ungeklärt. Er hinterließ seine Frau und Kinder.
An seinem zweiten Todestag erschien postum das Album Imperius Rex, das sich auf den hinteren Rängen der Billboard 200 platzierte.

## Diskografie
- 1996 Nocturnal (als Heltah Skeltah zusammen mit Rock)
- 1998 Magnum Force (als Heltah Skeltah zusammen mit Rock)
- 2004 Donkey Sean Jr.
- 2005 Monkey Barz
- 2007 Jesus Price Supastar
- 2007 Master P: Official Mixtape
- 2008 D.I.R.T. (Da Incredible Rap Team) (als Heltah Skeltah zusammen mit Rock)
- 2009 Kimbo Price
- 2011 Random Axe (als Random Axe zusammen mit Guilty Simpson und Black Milk)
- 2012 Mic Tyson
- 2013 Land Of The Crooks (EP, zusammen mit dem australischen Produzent M-Phazes)
- 2015 Songs in the Key of Price
- 2017 Imperius Rex